# تسوتومو ياماجوتشي
تسوتومو ياماجوتشي (16 مارس 1916 - 4 يناير 2010) كان مواطنًا يابانيًا نجى من الهجوم النووي على هيروشيما وناجازاكي خلال الحرب العالمية الثانية. على الرغم من أن هناك أكثر من مائة شخص عرفوا بكونهم كانوا حاضرين في كلتا المدينتين عندما تم قذفهما، إلا أن تسوتومو هو الشخص الوحيد الذي سجلته حكومة اليابان ناجيًا من كلتا القنبلتين.
كان تسوتومو ياماجوتشي موظفًا في ميتسوبيشي، ذهب في رحلة عمل إلى هيروشيما في 6 أغسطس 1945 حيث جرى أول هجوم نووي في التاريخ، وقد أصيب تسوتومو بجروح خطيرة، إلا أنه عاد إلى مسقط رأسه في ناجازاكي وبعد ثلاثة أيام، شهد سقوط القنبلة النووية الثانية.

## الوفاة
في عام 2009 علم أنه يحتضر بسبب سرطان المعدة الذي ربما كان سببه التفجيران النوويان. وتوفي في 4 يناير 2010 في ناجازاكي.